# Baptisia arachnifera
Baptisia arachnifera är en ärtväxtart som beskrevs av Wilbur Howard Duncan. Baptisia arachnifera ingår i släktet Baptisia och familjen ärtväxter. Inga underarter finns listade i Catalogue of Life.

## Bildgalleri

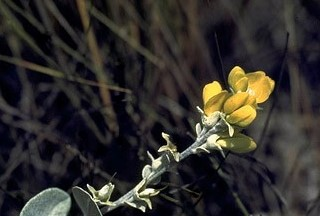
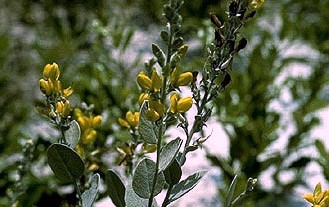
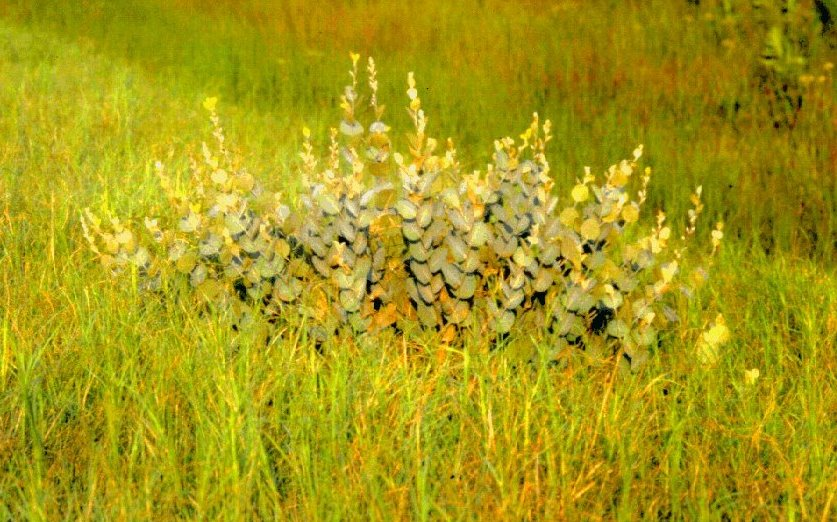